# Georgij Valentinovič Plehanov
Georgij Valentinovič Plehanov, (rusko Гео́ргий Валенти́нович Плеха́нов), psevdonim Volgin, ruski revolucionar in marksistični teoretik, * 11. december (29. november, ruski koledar) 1856, Gudalovka, Rusija, † 30. maj 1918, Terijoki, Finska.  Bil je začetnik socialdemokratskega gibanja na območju Rusije in bil eden prvih v Rusiji, ki se je opredelil kot marksist. da bi se izognil političnemu preganjanju, je Plehanov leta 1880 emigriral v Švico, kjer je nadaljeval svojo politično dejavnost proti carski oblasti.
Med prvo svetovno vojno je podpiral zaveznike, ker je menil, da bi zmaga Nemcev škodila delavcem v Rusiji in drugje, ter se kasneje vrnil domov v Rusijo pred februarsko revolucijo leta 1917. Kljub podpori boljševikom na 2. kongresu Ruske socialdemokratske delavske stranke leta 1903 je kmalu zavrnil idejo demokratičnega centralizma in postal eden glavnih antagonistov Lenina in Trotskega v Sanktpeterburškem sovjetu leta 1905.
Plehanov je bil nasprotnik sovjetskega režima, ki je prišel na oblast v času jeseni leta 1917. Umrl je leto kasneje 30. 5. 1918 v mestu Terijoki na Finskem. Kljub svoji zagrizeni in neposredni opoziciji Leninovi politični stranki v letu 1917 je bil Plehanov cenjen med pripadniki komunistične partije. 

## Zgodnja leta
Georgi Valentinovič Plehanov je bil rojen 19. 11. 1856 v ruski vasici Gudalovka, kjer je tudi odraščal skupaj z enajstimi brati in sestrami. Georgijev oče Valentin Plehanov je bil dedni član ruskega nižjega plemstva. Valentin je bil član nižjega sloja ruskega plemstva in imel v lasti približno 110 hektarov zemlje ter 50 na zemljo vezanih tlačanov. Georgijeva mama Maria Feodorovna je bila daljna sorodnica znanega literarnega kritika Visarjona Belinskega in se poročila z Georgijevim očetom leta 1855 po smrti njegove prve žene.
Osnovno izobrazbo je prejel doma, uradno pa začel leta 1866, ko je kot desetletnik vstopil v Konstantinovo vojaško šolo v Voronežu. Tam se je izobraževal do leta 1873. Njegova mati Maria Feodorovna je menila, da je bil na tej šoli najprej izpostavljen revolucionarnim in liberalnim idejam.
V letu 1871 se je njegov oče Valentin Plehanov odrekel položaju nižjega plemiča v zameno položaj uradnika v ˝zemstvu˝, regijski upravni enoti nastali po zemljiški reformi 1861. Po smrti svojega očeta se je Plehanov izpisal iz vojaške akademije in se vpisal na Sanktpeterburški metalurški inštitut. Tam je bil leta 1875 predstavljen mlademu revolucionarnemu intelektualcu Pavlu Akselrodu, ki je kasneje zapisal, da je Plehanov nemudoma naredil vtis nanj. Zapisal je: ˝ Dobro je govoril v poslovnem slogu, preprosto in vendar na literaren način. Vsak je lahko v njem opazil ljubezen do znanja, navado branja, razmišljanje, delanje. Takrat je sanjal o tem, da bi končal svoje šolanje iz kemije. Ta načrt mi ni ugajal.. ˝To je razkošje!˝, sem rekel mladeniču. Če potrebuješ toliko časa da končaš svoje študije iz kemije, kdaj pa boš začel z delom za revolucijo?˝ 
Pod vplivom Akselroda je bil Plehanov pritegnjen v populistično gibanje, kot aktivist v glavni revolucionarni organizaciji ˝Zemlia i Volia˝ (Zemlja in Svoboda).

## Politično delovanje
Plehanov je bil med prvimi organizatorji političnih demonstracij v Rusiji. Leta 1876 je v Sankt Petersburgu z govorom pred Kazansko katedralo obtoževal carsko avtokracijo in zagovarjal ideje Černiševskega. Zaradi svoje politične aktivnosti je bil v letih 1877 in 1878 aretiran, vendar obakrat hitro izpuščen. Leta 1880 je emigriral v Švico in se naslednjih 37 let ni vrnil v Rusijo. 
V Ženevi, kjer je preživel večino svojega izgnanstva, je leta 1883 je skupaj s Pavlom Akselrodom ustanovil prvo rusko marksistično revolucionarno organizacijo imenovano Osvoboditev dela. V dveh delih, Socializem in politična borba (Социализм и политическая борьба) ter Naša razhajanja (Наши разногласия) je kritiziral populizem in predstavil ruski marksizem. Marksisti naj bi organizirali upor proletariatov proti carski avtokraciji. Delavski razred naj se končno osvobodi s socialistično revolucijo. 
Do sredine devetdesetih let je Plehanova skupina pridobila nekaj pomembnih podpornikov, med drugimi tudi Lenina. Plehanov je nadaljeval s svoji kritiziranjem nemarksističnih in nacionalističnih populistov, predvsem v svojem delu K vprašanju o razvoju monističnega pojmovanja zgodovine' (К вопросу о развитии монистического взгляда на историю), ki ga je izdal leta 1895. Za tedanjo svetovno literaturo je bilo to najpomembnejše delo o zgodovinskih in teoretskih izvirih Marxovih koncepcij in socializma. Plehanov dandanes še vedno velja za enega redkih, ki je preštudiral filozofske predhodnike Marxovega materializma in dialektike, s poudarkom na francoskemu materializmu 18. stoletja in kritiko narodniških idealističnih socioloških koncepcij Mihajlovskega, Karejeva, Krivenka in drugih.
Leta 1900 je skupaj z Leninom, Akselrodom, Potresovim in Martovim izdal marksistični časopis Iskra. S tem naj bi vzpodbudili združitev neodvisnih marksističnih skupin v enotno organizacijo. 
Pojavila se je Ruska stranka socialnih demokratov, ki pa se je kmalu razdelila na Boljševike in Menjševike. Boljševiki so podpirali Leninove ideje o komunistični revoluciji in nasilnem prevzemu oblasti, Plehanov pa je bil menjševik in zagovarjal marksistične ideje. 

### Pomembnejša dela
- Социализм и политическая борьба (Socializem in politična borba),

- Наши разногласия (Naša razhajanja),

- О материалистическом понимании истории (O materialističnem pojmovanju zgodovine),

- К вопросу о развитии монистического взгляда на историю (K vprašanju o razvoju monističnega pojmovanja zgodovine),

- Основные вопросы марксизма (Osnovni problemi marksizma).